# Школа Кандзэ

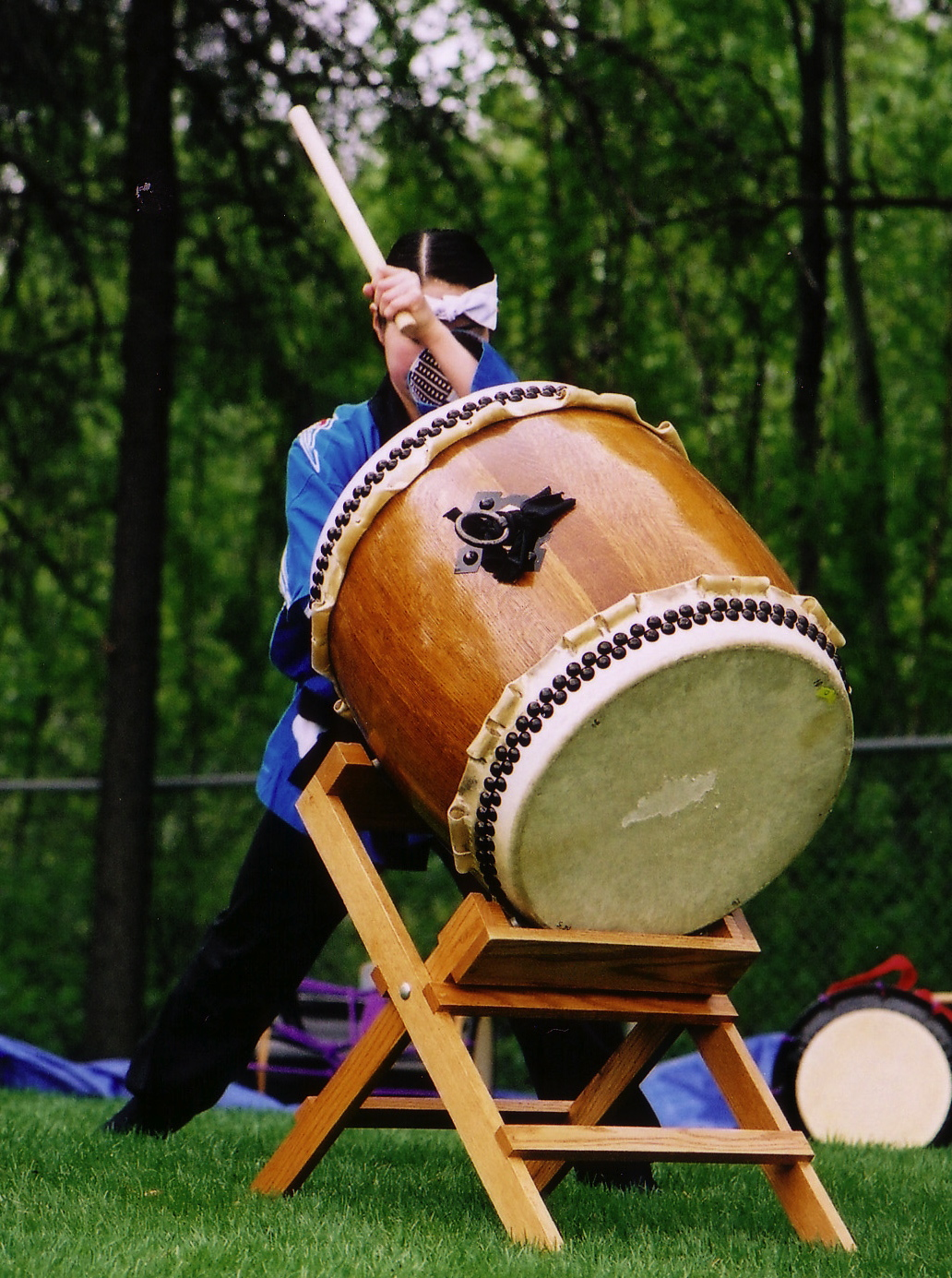
Большой японский барабан тайко

Школа Кандзэ (яп. 観世流 кандзэ-рю:) — одна из пяти старейших школ в японском театре но. Делится на школу исполнения главных ролей ситэ, школу игры на малом японском барабане цудзуми и школу игры на большом японском барабане тайко.

## История
Актёрская школа Кандзэ происходит от древней актёрской труппы Юдзаки-дза (яп. 結崎座) из провинции Ямато, исполнителей театрального искусства саругаку. Основателем школы был Канъами Киёцугу (1333—1384), придворный актёр и драматург сёгуна Асикаги Ёсимицу. Сын актёра, Дзэами Мотокиё, также стал придворным драматургом и своими произведениями способствовал популяризации театра но в среде самураев. Особого расцвета их школа получила в XVI веке. На протяжении периода Эдо она находилась под патронажем японских чиновников и считалась старшей из всех школ театра но.
Школа игры на малом барабане Кандзэ была основана в середине XVI века. Её патриархом считается Кандзэ Хикоэмона Тоёцугу (яп. 観世彦右衛門豊次). Главы этой школы из поколения в поколение наследуют почётное имя Кандзэ Синкуро (яп. 観世新九郎).
Школа игры на большом барабане Кандзэ была основана также в середине XVI века. Её патриархом считается Кандзэ Ёсиро Китикуни (яп. 観世与四郎吉国).